# Przybysławscy herbu Nałęcz

herb Nałęcz

Przybysławscy – polski ród szlachecki pieczętujący się herbem Nałęcz, który wziął swoje nazwisko od miejscowości Przybysławice w Powiecie kaliskim (obecnie ostrowskim), znany od XV wieku. Jego przedstawiciele przenieśli się w XVIII wieku do Ziemi Halickiej, gdzie z czasem awansowali do warstwy ziemiaństwa. 
W zaborze austriackim wylegitymował się ze staropolskiego szlachectwa Marcin Przybysławski łowczy owrucki przed Halickim Sądem Grodzkim w 1782 roku.
Tenże Marcin Przybysławski był ojcem Józefa Przybysławskiego wojskiego kołomyjskiego (żonatego z Urszulą hr. Koziebrodzką) i dziadkiem Andrzeja Przybysławskiego właściciela dóbr Dżurków i Uniż, który z Julianną hr. Golejewską miał syna Władysława Józefa Przybysławskiego właściciela dóbr Czortowiec.
Potomkiem tego rodu był inż. rolnictwa Władysław Przybysławski (ur. 1905 w Czarnowodach k./Gródka), który był autorem pracy naukowej pt. "Uniż - wieś powiatu Horodeńskiego (studium społeczno-gospodarcze)", wydanej w Warszawie w 1931 roku.